# Berceau (tuin)

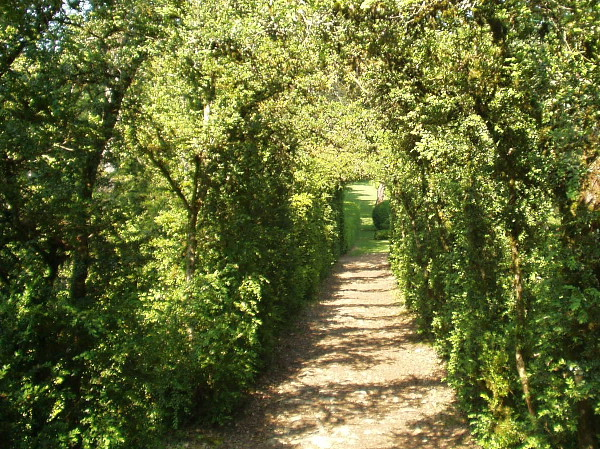
Een berceau in Frankrijk

Een berceau of loofgang is een pad waarbij aan beide zijden heggen staan, die aan de bovenzijde met elkaar zijn verbonden, zodat een soort tunnel ontstaat.
Berceaus stammen uit de tijd dat het voor gegoede dames mode was er zo blank mogelijk uit te zien. Dit ten onderscheid van mensen die, doordat ze veel in de buitenlucht werkten, een getaande huidskleur hadden. Een berceau maakte buiten uit de zon wandelen mogelijk.  
Op verschillende plaatsen in Nederland zijn nog berceaus aanwezig, zoals in de Prinsentuin in de stad Groningen, op het landgoed De Braak in Paterswolde, bij kasteel Eijsden in Eijsden, bij kasteel De Wildenborch in Vorden, bij klooster Nieuw Sion in Diepenveen (nabij Deventer) en in de kasteeltuinen Arcen. Tuinarchitect Hendrik Copijn legde op de terreinen van Kasteel de Haar en Hydepark Doorn in opdracht berceaus aan. Op het Oosterbeekse landgoed Mariëndaal bevindt zich de 300 meter lange beukengang genaamd de Groene Bedstee.

## Records
In België ligt bij Theux de grootste berceau van Europa; de haagbeuklaan van Haut-Maret is 573 meter lang. Met 550 meter lengte is de perenberceau in De Volgerlanden in Hendrik-Ido-Ambacht, bestaande uit bomen van zes verschillende perenrassen, de grootste in Nederland in een rechte lijn. In het Baarnse Bos tegenover Paleis Soestdijk ligt een berceau van meerdere aaneengesloten delen met beuken en eiken. Deze loofgang heeft een totale lengte van 630 meter.

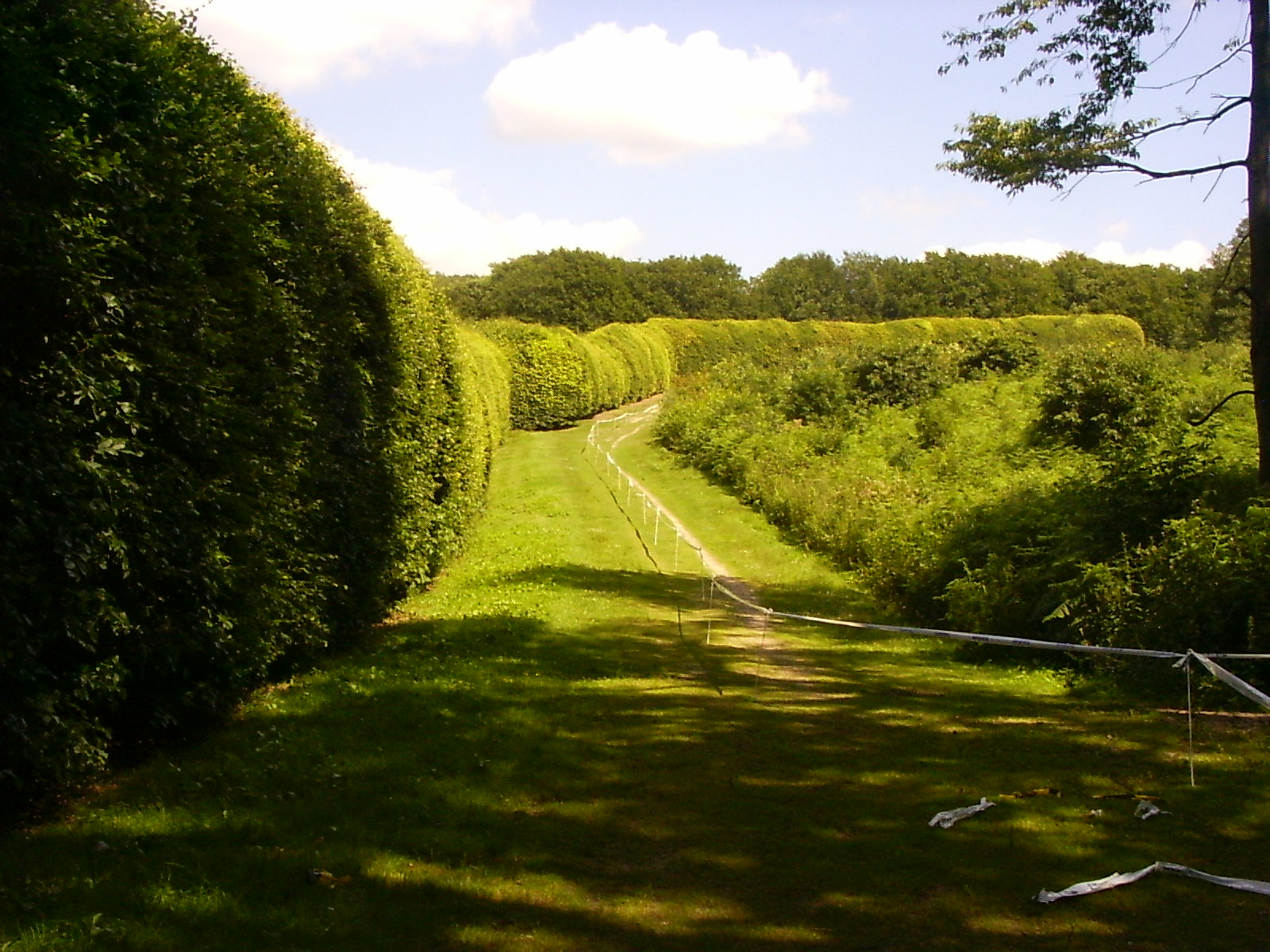
De Groene Bedstee
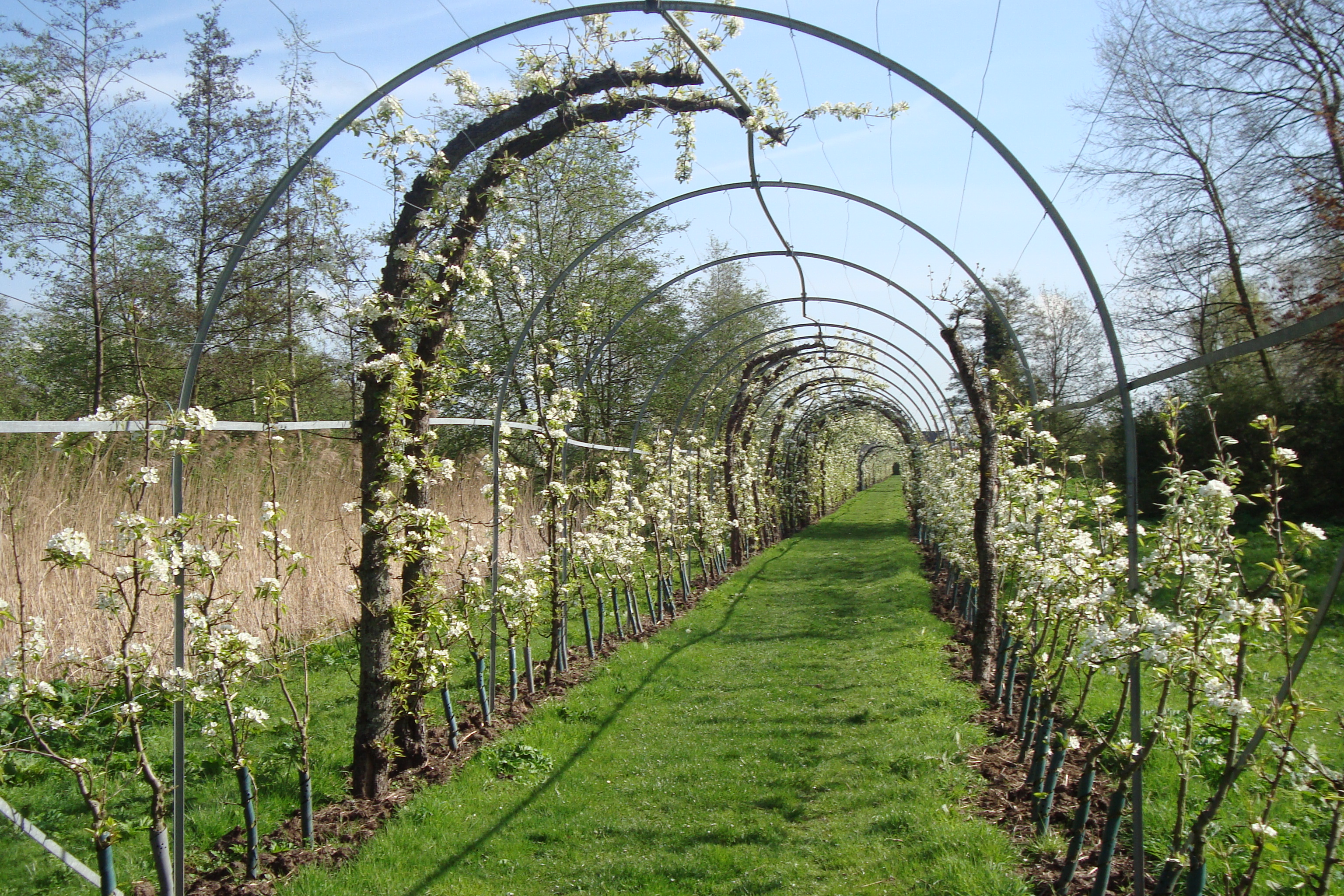
Perenberceau in Hendrik-Ido-Ambacht
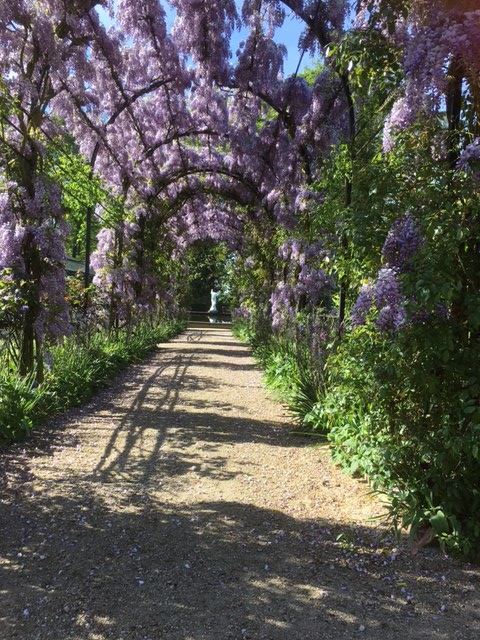
Berceau op landgoed Laag Oorsprong te Oosterbeek, met bloeiende blauweregen
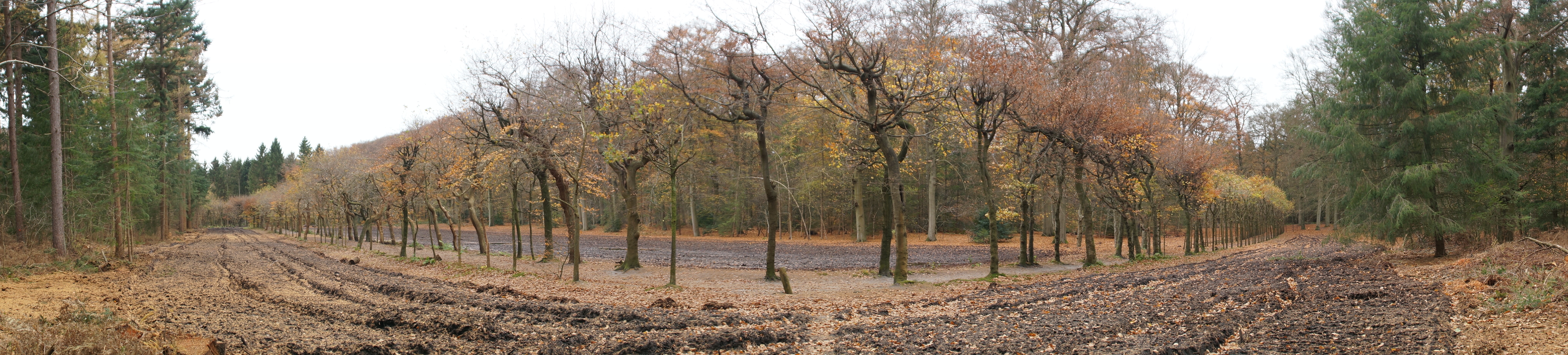
Deel Baarnse Bos-berceau bij laatste renovatie